# 亞瑟·葛羅米歐
亞瑟·葛羅米歐男爵（Arthur Grumiaux，1921年3月21日—1986年10月16日），比利時小提琴家，也精通鋼琴。

## 生平

### 早年
亞瑟·葛羅米歐出生於比利時的維勒斯-伯文（Villers-Perwin），3歲起由外祖父啟蒙，開始學習音樂，6歲便進入了沙勒罗瓦音樂院，開始正式地學習小提琴與鋼琴演奏。11歲時，他自沙勒罗瓦畢業，並前往布鲁塞尔皇家音乐学院繼續小提琴學業。

### 職業生涯
關於葛羅米歐的職業生涯初登場，一說是14歲時於布魯塞爾完成，也有說是1935年者，但較為確定的版本則是1940年，與布魯塞爾愛樂（非今日的布魯塞爾愛樂）合作演出门德尔松的小提琴协奏曲。葛羅米歐在戰時幾乎沒有演奏，1945年才公開為聯軍的康樂活動演奏。
1949年，28歲的葛羅米歐返回布鲁塞尔皇家音乐学院任教。1951年，他前往美國波士頓演奏，這是他的美國初登場。隔年他則巡迴美國各地進行演奏。
1986年，葛羅米歐於布魯塞爾猝逝，死因是腦中風，享年65。

## 作品

### 商業錄音
葛羅米歐與Philips長期合作，廿年間發行了許多錄音。他的曲目包括亨德尔、巴赫、维瓦尔第、米歇尔·海顿、莫扎特、舒伯特、门德尔松、布鲁赫、柴可夫斯基、维尼亚夫斯基、约翰·斯文森等人的作品。

## 獲獎與榮譽
- 比利時貴族爵位，1973年[8]

## 軼事
- 葛羅米歐的演奏用琴包括（其本人所有的）1744年製的瓜奈里「玫瑰」[12]，1727年製的斯特拉迪瓦里「杜邦將軍」（General Dupont，非他所有[13]）。此外，他亦擁有1739年製的瓜奈里「博物館」，以及1773年製的瓜達尼尼「坎波利」（Campoli）[14]。
- 航海家太空計畫所攜帶升空的金唱片當中，收錄有葛羅米歐所演奏的巴赫無伴奏作品[b][15]。

## 外部連結
- 亞瑟·葛羅米歐的Discogs页面（英文）
- The way they played: Arthur Grumiaux
- 音樂家系列--葛魯米歐
- 亞瑟·葛羅米歐在豆瓣上的资料（简体中文）